# Orthosia annulimacula
Orthosia annulimacula là một loài bướm đêm trong họ Noctuidae.